# Alchemilla sect. Pedatae
Alchemilla sect. Pedatae ist eine in Afrika heimische Sektion aus der Gattung Frauenmantel (Alchemilla). 

## Merkmale
Es sind ausdauernde, krautige Pflanzen, die eine monopodiale Rosette bilden. Sie bilden vegetative und generative Sprosse. Der Hauptspross erster Ordnung ist eine Rosette, während die vegetativen Sprosse höherer Ordnung zunächst einen langen, kriechenden Abschnitt bilden, an dem dann eine distale Rosette sitzt. Selten sind diese Sprosse gänzlich mit verlängerten Internodien versehen. Die vegetativen Sprosse verfügen über ein unbegrenztes Wachstum, die generativen über ein begrenztes. Die Pflanzen sind diaxial. 
Die generativen Sprosse sind eher groß und tragen viele Blüten, die in Dichasien, seltener in Monochasien stehen. Deren Tragblätter sind laubblattartig. 
Die Blätter der Rosetten sind handförmig gelappt mit sieben bis 13 Lappen. Die Nebenblätter sind spelzenartig und fast vollständig mit dem Blattstiel verwachsen. In der Knospe ist das Blattprimordium von der Scheide des nächstälteren Blattes umgeben, die Blattspreite ist jedoch immer außerhalb seiner eigenen Blattscheide.
Die Außenkelchblätter sind fast gleich groß wie die Kelchblätter. Der Kelchbecher ist leicht behaart. Es gibt ein bis acht, selten bis zwölf Fruchtblätter, die Narbe ist kugelig bis elliptisch.

## Vorkommen
Die Sektion kommt in den ostafrikanischen Gebirgen, auf Madagaskar und in Westafrika (Kamerun) vor.

## Systematik
Die Sektion besteht aus zwei Untersektionen, die früher als Untersektionen der Sektion Longicaules geführt wurden, jedoch 2004 von Notov zur eigenen Sektion erhoben wurden. Der Lektotypus der Sektion ist Alchemilla kiwuensis Engler.
Die beiden Untersektionen sind:
- Pedatae mit ein bis zwei Fruchtblättern und auf Ostafrika beschränkt.
- Cryptanthae mit drei bis acht (selten zwölf) Fruchtblättern, Verbreitung wie Gesamtsektion.

## Belege
- Alexander A. Notov, Tatyana V. Kusnetzova: Architectural units, axiality and their taxonomic implications in Alchemillinae. Wulfenia 11, 2004, S. 85–130. ISSN 1561-882X